# Герузель, Матиас
Матиас Герузель (нем. Mathias Gerusel; 5 февраля 1938) — немецкий шахматист; международный мастер (1968). Юрист.

## Шахматная карьера
Чемпион ФРГ среди юниоров (1955). 
Серебряный призёр 4-го чемпионата мира среди юниоров (1957) в г. Торонто.
Многократный участник различных соревнований в составе сборной ФРГ по шахматам:
- 2 Кубка Клары Бенедикт (1966, 1973). Выиграл две медали в команде: бронзовую (1966) и золотую (1973). Помимо этого, в 1973 году, выступая на 3-й доске, выиграл «золото» в индивидуальном зачёте.
- 3 Кубка северных стран[нем.] (1970—1971, 1977). Выиграл две медали в команде: золотую (1970) и серебряную (1977).
- 6-й командный чемпионат Европы (1977) в г. Москве.
- 4-й Кубок Митропы[нем.] (1979) в г. Берне. Выиграл бронзовую медаль в команде.
- 2-я Телешахолимпиада (1981/1982).

Участник 3-х Кубков европейских клубов. В составе команды «SG Solingen» стал победителем сезона 1975/1976 (совместно с клубом «Буревестник» из г. Москвы), в составе команды «SG Porz» дважды доходил до четвертьфинала (1982—1984).
Наивысшего официального рейтинга в карьере достиг в 1975 году, с отметкой 2440 пунктов делил 9-11 место рейтинг-листе шахматистов ФРГ. До принятия ФИДЕ системы Эло наибольший рейтинг оценивается в 2559 пунктов в июне 1969 года.

## Изменения рейтинга
| Графики недоступны из-за технических проблем. См. информацию на Фабрикаторе и на mediawiki.org. |